# Limfom Hodgkin
Limfomul Hodgkin este reprezentat de un grup de neoplasme caracterizate prin prezența celulelor Sternberg-Reed (celule mari, aproximativ 50 microni, cu nucleu polilobat și citoplasma bazofilă) într-un context reactiv celular adecvat. Afectează în special tinerii și adulții. Virusul Ebstein-Barr poate crește riscul apariției limfomului.
Diagnosticul bolii poate fi realizat în urma puncției ganglionare; analiza frotiului relevă prezența celulelor Sternberg-Reed, dar, pentru un diagnostic de certitudine, este necesară o biopsie ganglionară.

## Caracteristici generale
- Limfadenopatie nedureroasă, cel mai des la nivel cervical sau supraclavicular;
- Evoluție sistemică;
- Diseminarea ordonată de la un ganglion limfatic afectat la ceilalți; în fază tardivă, diseminare hematogenă în urma invaziei vasculare;
- Splenomegalie, mai rar hepatomegalie;
- Prurit generalizat, transpirații nocturne abundente, uneori peteșii;
- Pierdere în greutate, episoade febrile, astenie.

## Stadii
- Stadiul I: afectarea unei singure regiuni ganglionare;
- Stadiul II: afectarea a 2 regiuni ganglionare de aceeași parte a diafragmei;
- Stadiul III: afectarea ariilor ganglionare situate pe ambele părți ale diafragmei;
- Stadiul IV: boală diseminată.

## Tratament
- Chimioterapie - ABVD (adriamicină, bleomicină, vincristină, dacarbazină);
- Radioterapie;
- Transplant de măduvă hematogenă.

## Statistici
Limfomul non – Hodgkin, cea mai frecventă formă de limfom, a ucis la nivel global, în anul 2012, peste 85.000 de persoane.
Prin comparație, conform unui raport publicat în anul 2009, în perioada 1990-2008 și-au pierdut viața datorită inundațiilor, furtunilor, alunecărilor de teren, temperaturilor extreme și incendiilor de pădure aproximativ 34.000 de persoane.